# Твёрдые бытовые отходы

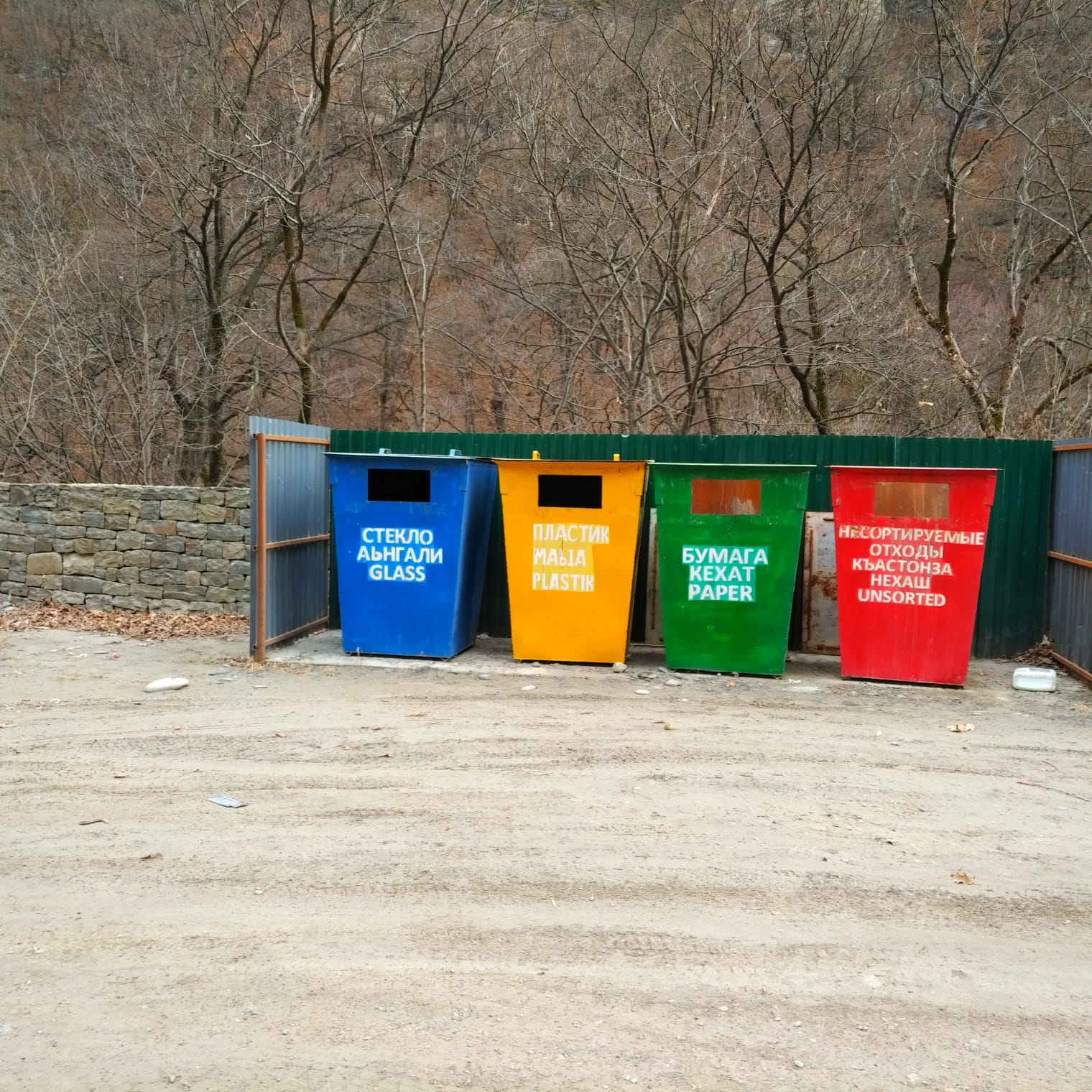
Мусорные контейнеры с раздельными отсеками. Итум-Калинский район.

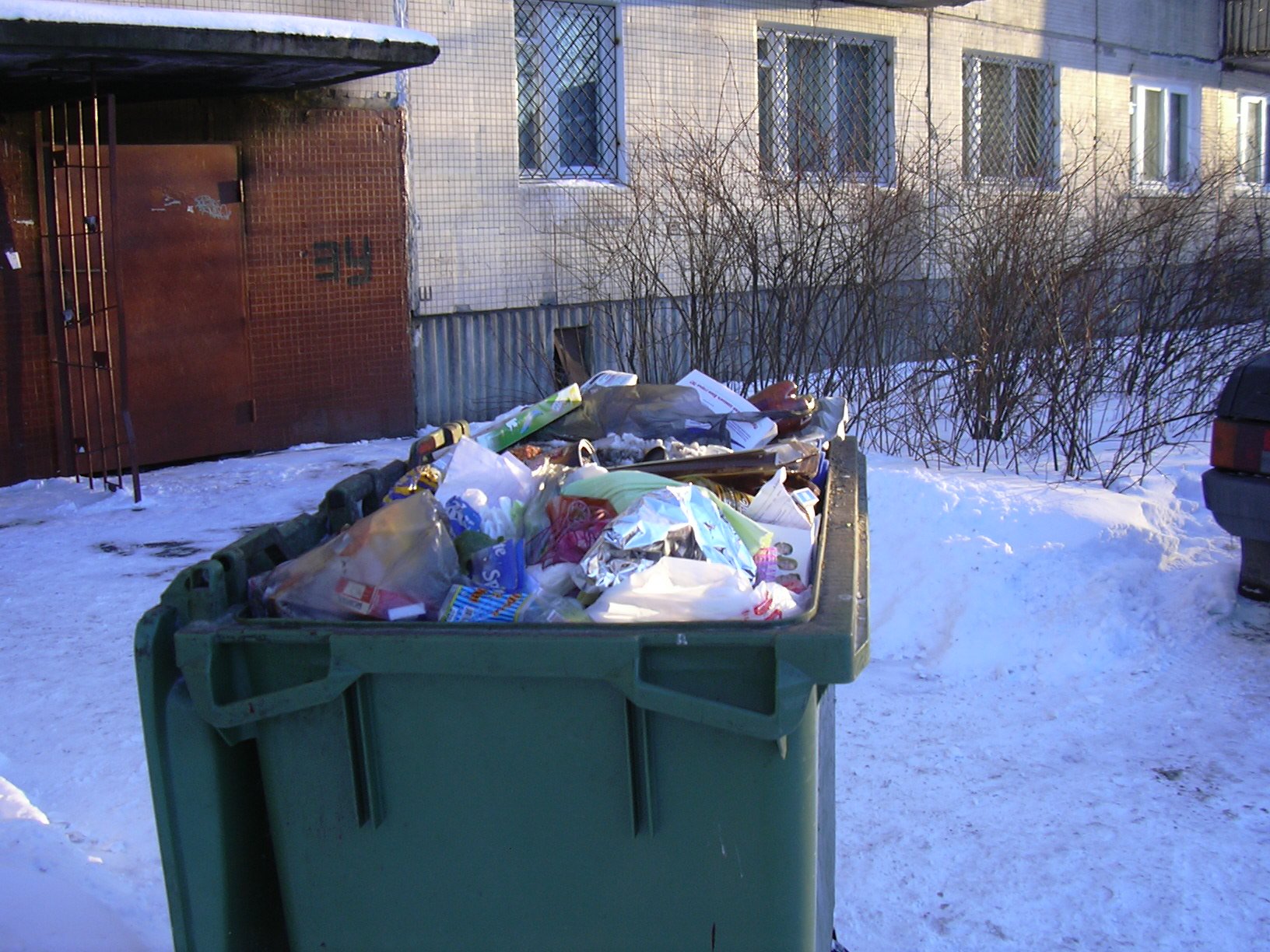
Мусор в контейнере

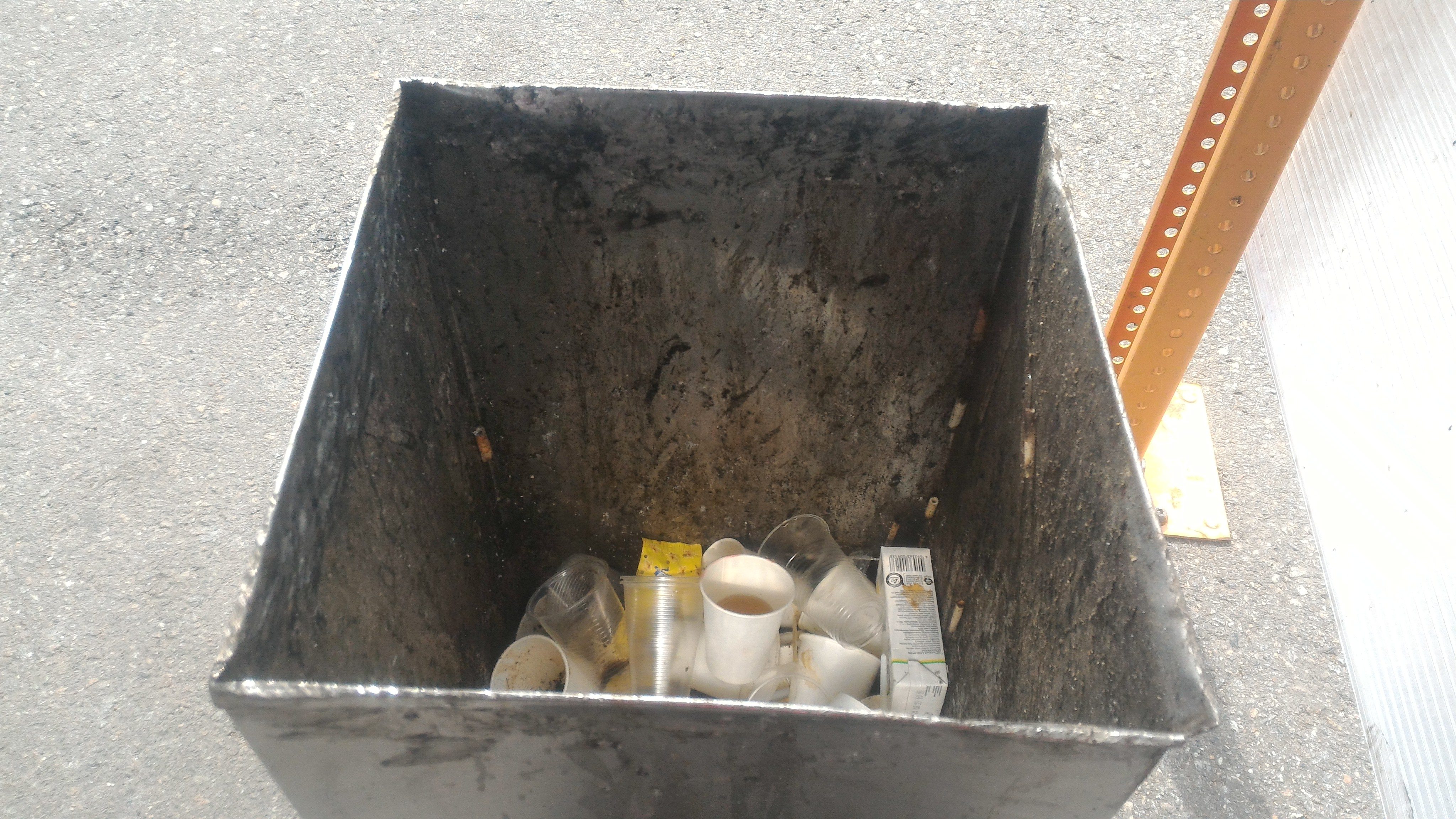
Мусорный бак возле торгового центра

Твёрдые бытовые / коммунальные отходы (ТБО, ТКО, коммунальный или бытовой мусор) — предметы или товары, потерявшие потребительские свойства, также пищевые отходы, наибольшая часть отходов потребления.
ТБО делятся также на (биологические) пищевые отходы и собственно бытовой мусор (небиологические твёрдые отходы искусственного или естественного происхождения — использованная упаковка, одежда и обувь, отработанные расходные материалы (такие как батарейки, мешки и фильтры для пылесосов, катриджи для фильтров-кувшинов, картриджи от принтеров, лезвия от бритв), окурки, вышедшая из строя бытовая техника и электроника, отслужившие своё предметы обихода, одноразовая посуда). Помимо бытового, мусор также бывает производственным и строительным.
Изучением всех видов мусора («мусорной археологией») и способов его утилизации занимается наука гарбология, от англ. «garbage» — «мусор».

## Состав

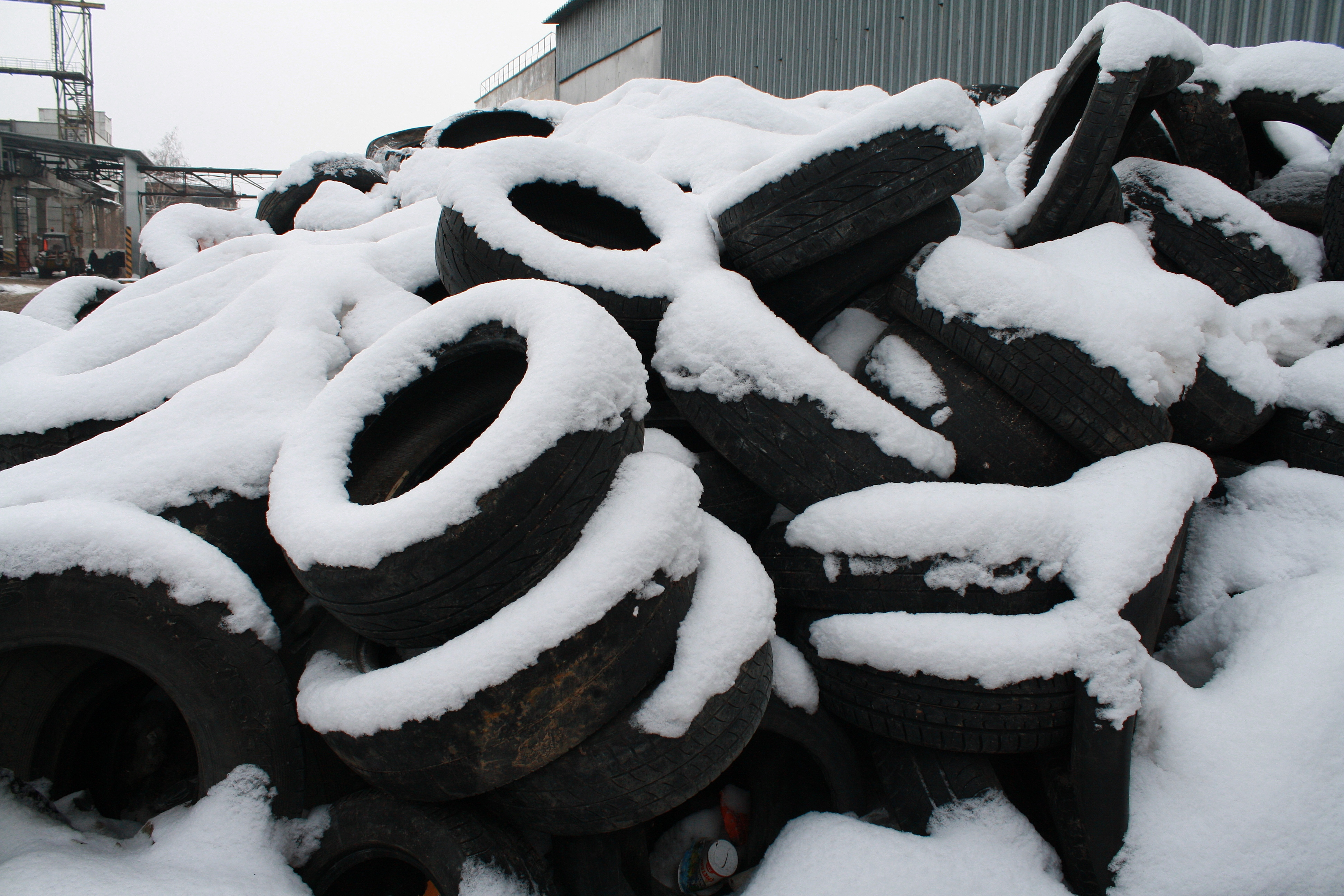
Старые автопокрышки

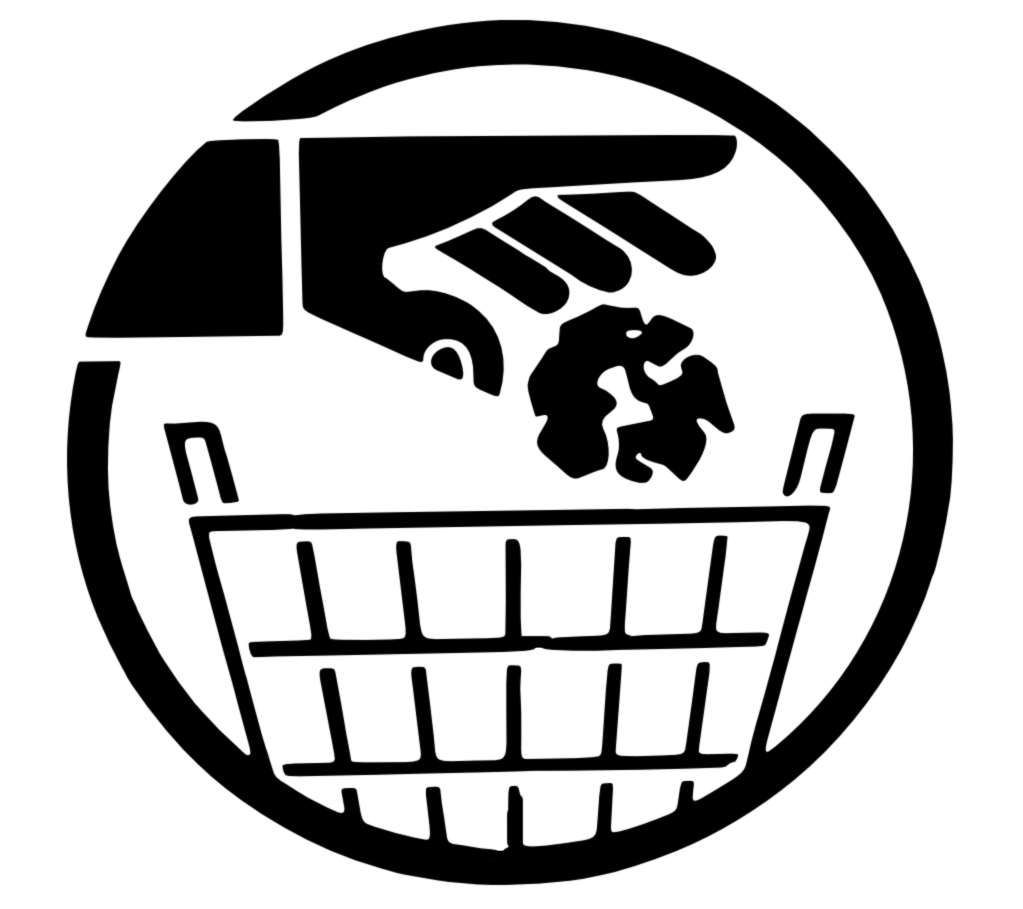
Не сорите!

Мусорить запрещено

Твёрдые бытовые отходы представляют собой сложную гетерогенную смесь.
По морфологическому признаку ТКО в настоящее время состоит из следующих компонентов:
- Биологические отходы:
  - Кости
  - Пищевые и растительные отходы (помои, отбросы)
- Синтетические отходы:
  - Целлюлозной переработки:
    - Бумага — газеты, журналы, упаковочные материалы
    - Древесина

  - Нефтепродукты:
    - Пластмассы
    - Текстиль
    - Кожа, резина

  - Различные металлы (цветные и чёрные)
  - Стекло
  - Смёт

Фракционный состав ТБО (массовое содержание компонентов, проходящих через сита с ячейками разного размера) сказывается как на сборе и транспортировке отходов, так и на технологии их последующей переработки, сортировки.
Химический состав ТБО необходим для определения качества получаемого при переработке ТБО компоста или биогаза.
Состав ТКО отличается в разных странах, городах. Он зависит от многих факторов, включая благосостояние населения, климат и благоустройство. На состав мусора существенно влияет система сбора в городе стеклотары, макулатуры и т. д. Он может меняться в зависимости от сезона, погодных условий. Так на осень приходится увеличение количества пищевых отходов, что связано с большим употреблением овощей и фруктов в рационе питания. А зимой и весной сокращается содержание мелкого отсева (уличного смета).
С течением времени состав ТБО несколько меняется. Увеличивается доля бумаги и полимерных материалов. А с переходом на централизованное теплоснабжение практически исчезает в ТКО уголь и шлак.

## Воздействие на живую природу
Свалки бытовых отходов служат источником пищи синантропным видам — переносчикам инфекции, прежде всего, бродячим животным. Банки, бутылки и прочие ёмкости с остатками органики могут играть роль ловушек для диких животных, для насекомых. Так же это наносит вред природе, живым организмам. 80 % мусора не перерабатывается и причиняет вред экологии.

## Технологии захоронения, переработки и утилизации отходов

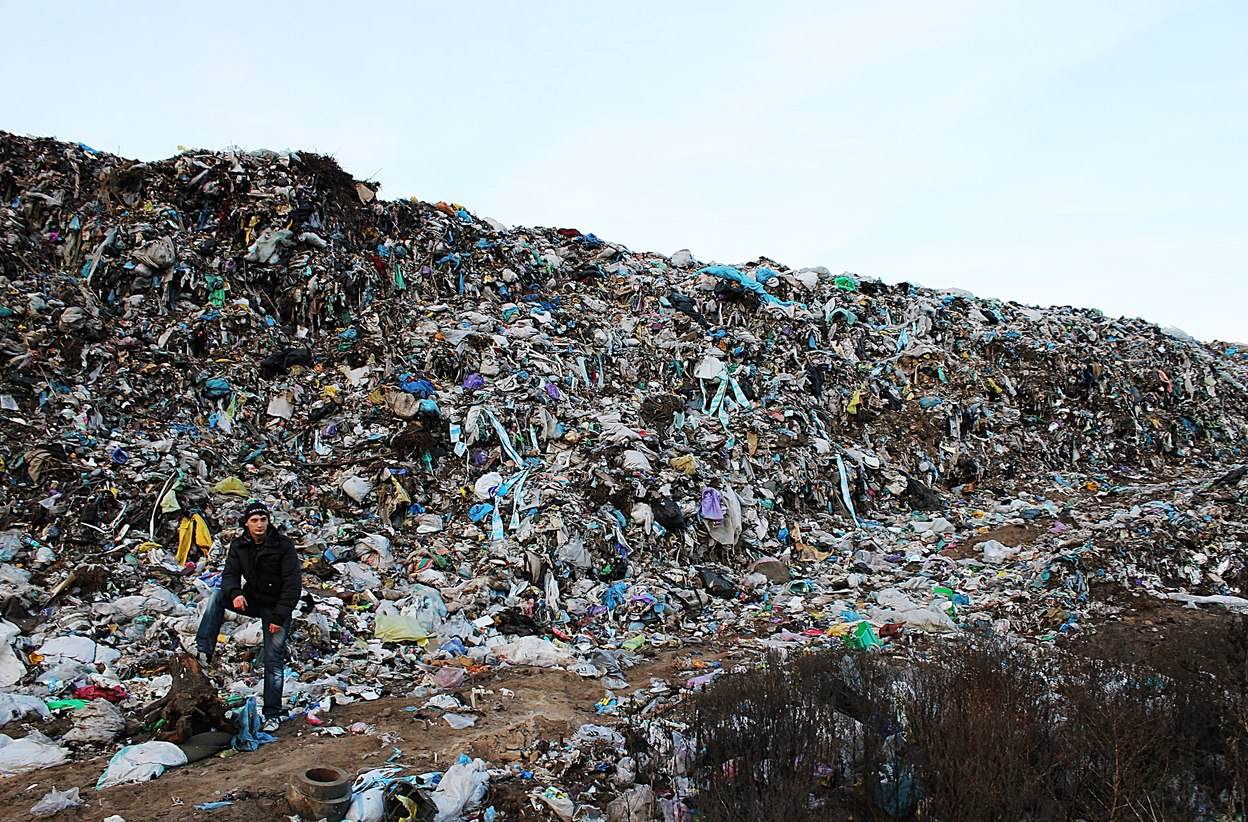
Мелитопольский полигон твердых бытовых отходов

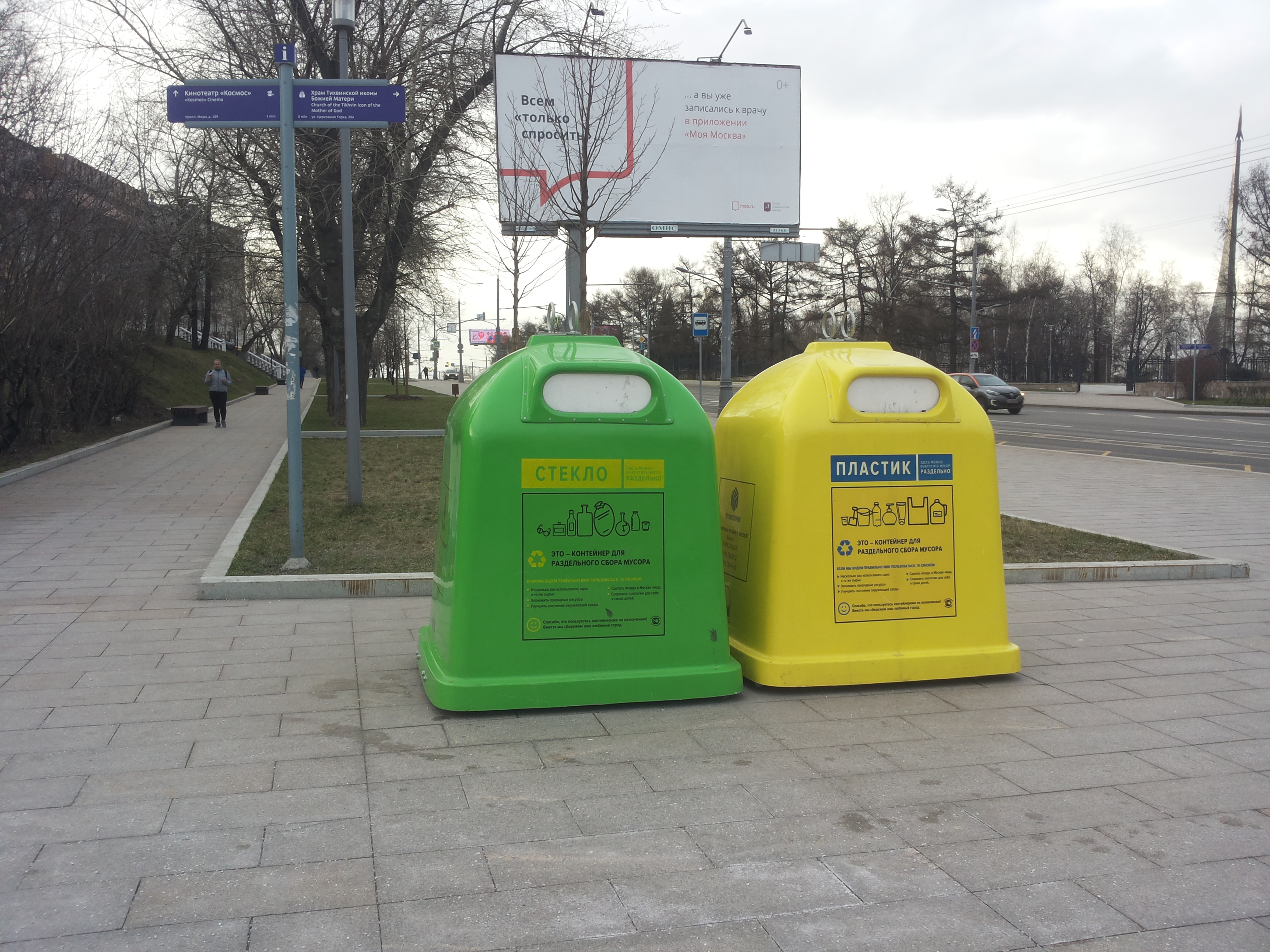
Баки для сбора стекла и пластика, Москва, 2020 год

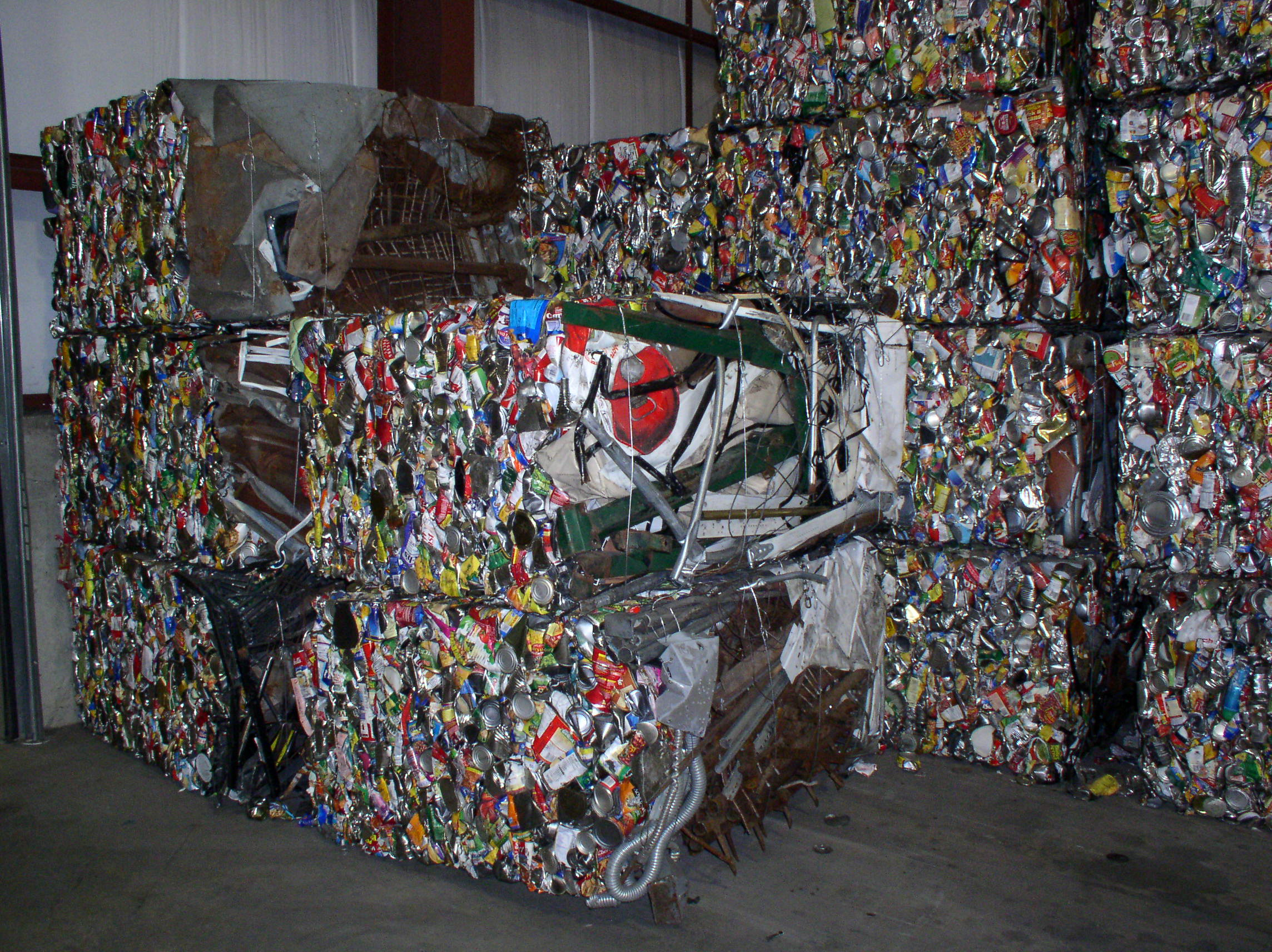
Металлические банки, подготовленные к отправке на переплавку, Иллинойс

Применяется раздельный сбор, захоронение и сжигание отходов.
Раздельный сбор разных категорий отходов определяет эффективность и стоимость утилизации отдельных компонентов. Наиболее неудобны для утилизации смешанные отходы, содержащие смесь биоразлагаемых влажных пищевых отходов, пластмасс, металлов, стекла и пр. компоненты. Отходы, которые невозможно или невыгодно утилизировать, подлежат захоронению.
В развитых странах в XX веке и позднее захоронение отходов обычно производится не на стихийных свалках, а на специально спроектированных инженерных объектах, полигонах для захоронения бытовых отходов. Проекты полигонов должны предусматривать минимизацию ущерба окружающей среде, строгое соблюдение санитарно-гигиенических требований и т. п.
В ряде развитых стран распространён избавления от не подлежащих утилизации ТБО путём сжигания с последующим захоронением образующейся золы на специальных полигонах. Для правильной реализации метод требует достижения очень высоких температур на определённое время («дожигание», например нагрев исходящих газов до температуры выше 850 градусов и на протяжении двух секунд и более).
Наиболее долго разлагающимся мусором являются использованные изделия из различных синтетических полимеров. Их закапывают, сжигают либо утилизируют. В процессе утилизации их пускают на тепловую переработку с целью получения топлива, различного сырья для химического производства и вязких смол — заменителей асфальта в дорожном строительстве.

## Прогнозирование ТБО
Для успешной борьбы с бытовыми отходами применяют методы прогнозирования и моделирования образования ТБО. Выделяют балансовые, факторные и статистические модели образования ТБО. В балансовых моделях образование отходов оценивается по данным по использованию продукции, продажам, потреблению продуктов, которые имеют отношение специфических потоков отходов. Факторные модели основаны на анализе факторов, которые описывают процессы образования отходов. Статистические модели выявляют статистические закономерности изменения образования ТБО.

## ТБО в некоторых странах
Ежегодно количество мусора возрастает примерно на 3 % по объёму. В СНГ образуется около 100 млн тонн ТБО в год. На долю России приходится около половины от этого количества (около 63 млн т в 2007 году; около 53 млн т в 2011 году).

### Россия
В России ежегодно производится около 6,2 млрд тонн всех видов отходов. Количество ТБО составляет 63 млн т/год (в среднем 445 кг на человека). Состав ТБО: бумага и картон — 35 %, пищевые отходы — 41 %, пластмассы — 3 %, стекло — 8 %, металлы — 4 %, текстиль и другое — 9 %. В среднем перерабатывается 10 % — 15 % мусора. Твёрдые бытовые отходы подвергаются переработке только на 3 % — 4 %, промышленные — на 35 %. В основном мусор свозится на свалки — их в России около 11 тысяч. В них захоронено около 82 млрд т отходов.
В 1998 году Государственной думой РФ был принят федеральный закон № 89 «Об отходах производства и потребления». 1 января 2015 года вступил в силу федеральный закон от 29.12.2014 № 458-ФЗ «О внесении изменений в Федеральный закон „Об отходах производства и потребления“».
Правила обращения с твердыми коммунальными отходами в России утверждены Постановлением Правительства РФ от 12.11.2016 N 1156. Обращение с твердыми коммунальными отходами на территории субъекта РФ обеспечивается региональными операторами в соответствии с региональной программой в области обращения с отходами, в том числе с твердыми коммунальными отходами, и территориальной схемой обращения с отходами на основании договоров на оказание услуг по обращению с твердыми коммунальными отходами, заключенных с потребителями.
Для эффективного и законного обращения с твердыми коммунальными отходами в России по Указу Президента создана публично-правовая компания «Российский экологический оператор» (ППК РЭО).
На территории РФ сброс мусора вне специально отведённых для этого мест считается противоправным деянием, за его совершение установлена ответственность. Такой сброс на территории, например, города федерального значения Санкт-Петербурга является административным правонарушением и влечёт наложение штрафа в соответствии со статьёй 28 Закона Санкт-Петербурга от 31 мая 2010 г. № 273-70 «Об административных правонарушениях в Санкт-Петербурге».

### США
В США ежегодно производится около 230 млн тонн ТБО (в среднем 760 кг на человека), около 30 % перерабатывается, а также производится компост, 15 % сжигается, 55 % захоранивается. Состав ТБО: бумага и картон — 37 %, пищевые отходы — 24 %, пластмассы — 11 %, стекло — 5 %, металлы — 8 %, текстиль и другое — 15 %.